# 钱德拉塞卡拉·拉曼
钱德拉塞卡拉·拉曼爵士，FRS（英語：Sir Chandrasekhara Raman，1888年11月7日—1970年11月21日），英属印度物理学家。他在光散射方面開創性的工作使他成為1930年诺贝尔物理学奖得主。他發現，當光穿過一個透明的物料，部分被反射的光改變波長，此現象現被稱為拉曼效應。在1954年，他獲頒發印度的第一級公民榮譽獎——印度國寶勳章。

## 生平

### 早年
拉曼出生於英屬印度馬德拉斯管轄區特里奇诺波利市（蒂魯吉拉帕利的舊稱）附近的Thiruvanaikaval。他是R·錢德拉塞卡·艾耶和帕爾瓦蒂·Ammal八個孩子中的第二個孩子。在幼年時，拉曼搬到維沙卡帕特南，並在聖類思·公撒格英印高中讀書。他的父親是數學和物理學家。
拉曼於1902年進入欽奈學院讀書。在1904年，他獲得了學士學位並奪得了物理學的第一名和金牌。在1907年，他獲得了碩士學位並成為最高優的那一名。後來他加入了印度財務部擔任助理總會計師。

### 退休
拉曼在1948年印度科學研究所退休一年後，在卡納塔克邦班加羅爾成立了拉曼研究所。他曾經擔任拉曼研究所的董事並持續活耀其中，直到他1970年逝世於班加羅爾，享年82歲。

## 家族
他在1907年5月6日与Lokasundari Ammal結婚，並且擁有兩個兒子，分別為Chandrasekhar和Radhakrishnan.。
拉曼是印裔天文物理學家蘇布拉馬尼揚·錢德拉塞卡的叔叔，後者因為於早年發現與恆星演化和黑洞形成有關的錢德拉塞卡極限，獲得1983年的諾貝爾物理獎。

## 榮譽和獎項
拉曼榮獲大量的榮譽博士學位，科學社团成員。1924年他當選為英國皇家學會院士院士，在1929年封爵。1930年他獲得了諾貝爾物理獎。1941年他獲得了富蘭克林獎章。1954年他獲得了印度国宝勋章，1957年他獲得列寧和平獎。印度將每年的2月28日定為國家科學日，以紀念他在1928年所發現的拉曼效應。